# Комедія помилок (фільм)
«Комедія помилок» (рос. «Комедия ошибок») — радянський двосерійний телевізійний художній фільм-комедія, поставлений на  Кіностудії «Ленфільм» 1978 року режисером Вадимом Гаузнером за мотивами однойменної п'єси Вільяма Шекспіра.

## Сюжет
Багато років тому дві пари близнюків розлучили й вони навіть не знали про існування одне одного.
В Ефесі волею долі опиняються близнюки Антіфол Сиракузький і Антіфол Ефеський і їхні слуги, які так само, як і господарі, — брати-близнюки… Весь фільм вони ніяк не можуть зустрітися, зате неабияк збивають з пантелику людей, що їх оточують: останні не розрізняють близнюків. Виникає безліч помилок… Антіфол Сиракузький потрапляє в будинок Ефеського і його приймають за господаря і дружина, і її сестра, в яку він закохується. А Антіфол Ефеський несподівано для себе опиняється в ролі знедоленого.
Слуги Дроміо Ефеський і Дроміо Сиракузький також потрапляють у дивні ситуації. Вони плутають господарів, їх плутають знайомі.
Зрештою, після великих переживань і серйозних неприємностей, відбувається довгоочікувана зустріч.

## У ролях
- Михайло Козаков — Антіфол Сиракузький і Антіфол Ефеський
- Михайло Кононов — Дроміо Сиракузький і Дроміо Ефеський
- Ольга Антонова — Адріана
- Софіко Чіаурелі — Ліз, куртизанка (роль озвучила  Аліса Фрейндліх)
- Наталія Данилова — Люціана
- Рамаз Чхіквадзе — старий актор
- Валерій Матвєєв — герцог
- Гія Перадзе —  Анжело  (роль озвучив  Олександр Дем'яненко)
- Баадур Цуладзе — Бальтазар
- Олександр Анісімов — пристав
- Олександр Алазніспірелі — Егеон, купець
- Віра Улик — абатиса

## Знімальна група
- Автор сценарію —  Фрідріх Горенштейн
- Режисер-постановник —  Вадим Гаузнер
- Оператор-постановник — Анатолій Іванов
- Художник-постановник —  Марк Каплан
- Художник по костюмах —  Белла Маневич
- Композитор —  В'ячеслав Ганелін